# بوب فراي (لاعب غولف)
بوب فراي (بالإنجليزية: Bob Fry)‏ هو لاعب غولف أمريكي، ولد في 29 نوفمبر 1922، وتوفي في 12 يناير 1993.